# Tju (flod)
För andra betydelser, se Tju.
Tju eller Sju (ryska: Чу, Tju; kirgiziska: Чүй, Tjüj; kazakiska: Шу, Sju) är en flod i norra Kirgizistan och sydöstra Kazakstan.
Floden har sin källa i Kirgizbergen och rinner sedan förbi Ysyk-Köl (dock ej genom den). Den fortsätter i Tjudalen genom staden Tokmok och nära städerna Kant, Bisjkek och Sju. I 221 km bildar floden gräns mellan Kirgizistan och Kazakstan innan den rinner norrut och försvinner i Mujunkumöknen söder om Bed pak dala (Hungerstäppen). Flodens avrinningsområde brukar av praktiska skäl slås samman med Talas och Asa (Assa).

## Historia
Under medeltiden låg Västturkiska khaganatets huvudstad Suayub och Karakanidkhanatets huvudstad Balasagun i Tjus dalgång.
Området kring Tju var efter andra världskriget befolkat av cirka 100 000 deporterade volgatyskar.